# Friesland onder de Saksen
In 1498 kwam met het aantreden van Albrecht van Saksen als potestaat en gubernator een einde aan de Friese Vrijheid in Westerlauwers Friesland. Tot dan was het een min of meer rijksonmiddellijk gebied in het Heilige Roomse Rijk. Er arriveerden een groot aantal Duitse gezagsdragers en hoge ambtenaren waarbij het Duits als de officiële bestuurstaal werd ingevoerd.

## Albrecht van Saksen

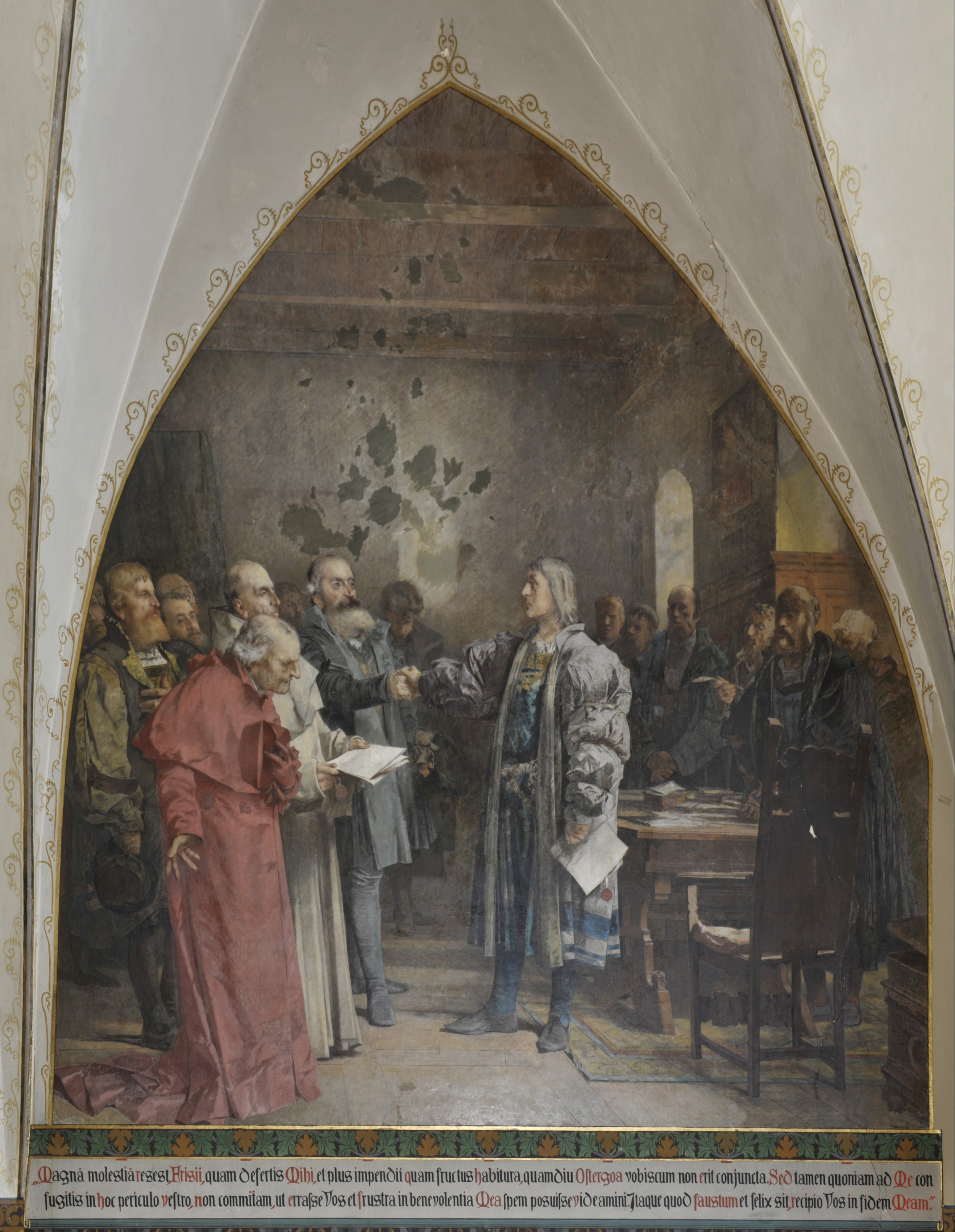
Schieringers verzoeken hertog Albrecht om bescherming (Medemblik, maart 1498)
Julius Scholz (1825-1893)

Friesland was in de 14e en 15e eeuw ten prooi gevallen aan de twisten tussen de Schieringers en Vetkopers. Aan het einde van de 15e eeuw leken de Vetkopers het pleit te kunnen winnen met de steun van de stad Groningen. Met de rug tegen de muur kozen de Schieringers een potestaat Juw Dekama, maar die was niet in staat Friesland onder controle te krijgen. Hij verzocht daarom Albrecht van Saksen het bestuur over te nemen, wat deze aanvaardde (1498). Een Schieringse afvaardiging reisde naar Medemblik, waar zij in maart dat jaar Albrecht erkende als "heer van Westergo in Friesland". Voorwaarde was wel dat hij namens het Rijk benoemd zou worden tot stadhouder, en dit werd vastgelegd in het Verdrag van Sneek (30 april 1498).
Dit was voor Albrecht geen probleem, want keizer Maximiliaan I stond voor grote bedragen bij hem in het krijt. Maximiliaan benoemde Albrecht om die reden tot "erfelijk gubernator en potestaat namens de Rooms-koning van het Heilige Roomse Rijk" over de gebieden Oostergo, Westergo, Zevenwouden, Stellingwerven, de Ommelanden, Dithmarschen en Noord-Friesland (20 juli 1498). Later werden hieraan Oost-Friesland, Groningen en Butjadingen toegevoegd (27 maart 1499).
Maar Albrecht kon enkel het land ten westen van de rivier Lauwers in handen krijgen (eerste fase van de Saksische Vete). Dit betekende de splitsing van het oude Friesland en, in Westlauwers Friesland, het einde van de Friese Vrijheid. Albrecht bestuurde Friesland op zijn eigen wijze en had geen boodschap aan het oude Friese recht. Hij zette een nieuw bestuursapparaat op dat nog lang in stand zou blijven.

## Joris met de Baard
Na de dood van Albrecht in 1500 namen zijn zonen Joris met de Baard en Hendrik de Vrome zijn taak over; vijf jaar later schonk Hendrik zijn rechten aan Joris, die zo alleenheerser werd. Joris kon zijn gezag niet in alle andere Friese gebieden laten gelden, die hun eigen heersers hadden. In 1514 trachtte hij de Ommelanden en Groningen te veroveren, maar daar riep men de hulp in van Edzard I van Oost-Friesland en Karel van Gelre (zie tweede fase van de Saksische Vete). Met deze bondgenoten werd de gubernator teruggedreven tot in Leeuwarden, Harlingen en Franeker.

## Gelderse oorlogen
Op 19 mei 1515 verkocht Joris zijn rechten op Friesland aan de latere keizer Karel V. Karel stelde Floris van Egmont aan als zijn eerste Friese stadhouder, maar had daarmee nog geen controle over het gebied. Een aantal Friese hoofdelingen zocht steun bij de hertog van Gelre Karel, waarmee ook Friesland strijdtoneel werd van de Gelderse Oorlogen. Het platteland had veel te lijden van de strijdende partijen en van profiterende roversbenden. De Zuiderzee werd onveilig gemaakt door de Friese zeerover en vrijheidsstrijder Grote Pier.
Aan het einde van de oorlog in 1524 kwam Friesland daadwerkelijk onder bestuur van Georg Schenck van Toutenburg, de Friese stadhouder van Karel V. De heerlijkheid Friesland werd in december 1524 opgericht en toegevoegd aan de Habsburgse Nederlanden.